# Відносини Чилі — Європейський Союз
Республіка Чилі та Європейський Союз (ЄС) мають міцні культурні, історичні та економічні зв’язки.

## Історія
З XVI століття Чилі була колонією Іспанської імперії під управлінням її генерального капітанства до початку XIX століття, коли вона розпочала процес незалежности.
Протягом перших десятиліть незалежності Чилі і до початку 20-го століття в країну прибули масові потоки європейських іммігрантів, які оселилися в основному в портових містах, таких як Вальпараїсо і Антофагаста, в її столиці Сантьяго, а в деяких випадках і колонізували рідко. заселені території, такі як південне Чилі, серед них виділяються іспанські, британські, німецькі, французькі, італійські, хорватські, грецькі та швейцарські іммігранти. Це явище зумовило те, що чилійський етнічний склад в даний час має переважно європейське походження.
У 1967 році Європейська комісія заснувала свою першу делегацію для Латинської Америки в Сантьяго-де-Чилі. У свою чергу, Чилі відкрила свою місію при Європейському Союзі, яка базується в Брюсселі, Бельгія. Так само у 2013 році в столиці Чилі відбувся Перший саміт Співтовариства держав Латинської Америки та Карибського басейну та Європейського Союзу (CELAC-EU).
Найбільша чилійська колонія в Європі знаходиться в Швеції, а також третьою за величиною в світі і найбільшою за межами американського континенту.

## Економічні відносини
Європейський Союз як регіональний економічний блок є третім за величиною торговельним партнером Чилі після Китаю та Сполучених Штатів, а Німеччина є основним партнером, який є країною-членом Європейського співтовариства.
Двосторонні торговельні відносини між Чилі та Європейським Союзом регулюються в основному Угодою про економічну асоціацію (EPA), підписаною 8 листопада 2002 року і яка набула чинності 1 лютого 2003 року. Щодо комерційного обміну між обома сторонами, то в 2016 році це становило 17 682 млн доларів США. Основною продукцією, яку Чилі експортує до Європейського Союзу, були мідь, деревна маса та авокадо, тоді як європейський блок в основному експортує в південноамериканську країну автомобілі, ліки та вітрогенератори.